# Wolfgang Mack (Psychologe)
Wolfgang Mack (* 24. Dezember 1961 in Bad Mergentheim) ist ein deutscher Psychologe.

## Leben
Er studierte Psychologie (Diplom) an der Universität Würzburg (1983–1990) und Psychologie (Promotion) an der Universität München (Nebenfächer: Empirische Pädagogik sowie Soziologie), Promotion 1995 und Habilitation an der Universität Frankfurt am Main 2002. Von 1991 bis 1994 war er Stipendiat der Max‑Planck‑Gesellschaft am Max‑Planck‑Institut für Psychologische Forschung in der Abteilung Entwicklungspsychologie (Direktor: Franz Emanuel Weinert). Von 1995 bis 1996 war er wissenschaftlicher Mitarbeiter des DFG-Innovationskollegs "Formale Modelle kognitiver Komplexität" am Institut für Psychologie der Universität Potsdam. Von 1996 bis 2005 war er wissenschaftlicher Mitarbeiter am Institut für Psychologie, Arbeitseinheit Entwicklungspsychologie in Frankfurt am Main. Von 2003 bis 2004 vertrat er eine Professur für Pädagogische Psychologie am Institut für Pädagogische Psychologie der Universität Frankfurt am Main. Von 2005 bis 2007 war er wissenschaftlicher Angestellter im DFG geförderten Sonderforschungsbereich / Forschungskolleg 435 „Wissenskultur und gesellschaftlicher Wandel“ an der Universität Frankfurt am Main. Von 2008 bis 2013 lehrte er als Universitätsprofessor für Psychologie, Lehrgebiet Allgemeine und Pädagogische Psychologie an der FernUniversität in Hagen. Seit 2013 ist er Universitätsprofessor für Allgemeine Psychologie an der Universität der Bundeswehr München.
Seine Forschungsschwerpunkte sind Handlungsgedächtnis, Gedächtnisstörungen, Handlungspsychologie, numerische Kognition, diverse Fragestellungen aus dem Bereich Belastungs- und Stressforschung und philosophische Probleme der Psychologie (philosophy of mind, Theoretische Psychologie).

## Schriften (Auswahl)
- Intelligenz und Expertiseerwerb. Empirische Studien zur Kompetenzentwicklung bei Kfz-Mechanikern. Frankfurt am Main 1995, ISBN 3-631-49169-7.
- mit Kurt Röttgers: Gesellschaftsleben und Seelenleben. Anknüpfungen an Gedanken von Georg Simmel. Göttingen 2007, ISBN 3-525-45170-9.
- als Herausgeber mit Gerson Reuter: Social roots of self-consciousness. Psychological and philosophical contributions. Berlin 2009, ISBN 978-3-05-004576-4.
- mit Thomas Gil: Funktionen der Seele. Göttingen 2015, ISBN 3-525-45244-6.